# Бустаманте, Анастасио
Анастасио Бустаманте-и-Осекуэра (исп. Anastasio Bustamante y Oseguera; 27 июля 1780, Хикильпан-де-Хуарес — 6 февраля 1853, Сан-Мигель-де-Альенде) — президент Мексики в течение трёх сроков: с 1830 по 1832 год, с 1837 по 1839 год и с 1839 по 1841 год. Принадлежал к консерваторам; в первый раз пришёл к власти, совершив переворот против президента Висенте Герреро. Бустаманте был свергнут два раза и каждый раз отправлялся в ссылку в Европу.

## Ранняя жизнь
Отец Анастасио Бустаманте, Хосе Мария, работал перевозчиком снега с вулканов Колимы в Гвадалахару, но был в состоянии обеспечить своему сыну хорошее образование. В 15 лет Бустаманте поступил в семинарию Гвадалахары. Когда он закончил её, он отправился в Мехико, чтобы изучать медицину. Он сдал медицинские экзамены, а затем отправился в Сан-Луис-Потоси в качестве директора больницы Сан-Хуан-де-Диос.
В 1808 году он вступил в королевскую кавалерию колониальной мексиканской армии под командованием Феликса Кальехи. В 1810 году генерал Кальеха мобилизовал армию для борьбы с повстанцами, находившимися под руководством Мигеля Идальго-и-Костилья, и Бустаманте участвовал на стороне роялистов во всех действиях Центральной армии. Во время Войны за независимость он дослужился до звания полковника.

## Первая Мексиканская империя
19 марта 1821 года при поддержке Агустина де Итурбиде (его личного друга) Бустаманте провозгласил независимость Мексики от Испании в Пантохе, Гуанахуато. Итурбиде назначил его командиром кавалерии, вторым в командовании Центральной армии, и членом правящей хунты. Во время периода регентства он стал фельдмаршалом и капитан-генералом Внутренних провинций с 28 сентября 1821 года. Он сражался и победил испанский экспедиционный корпус в Хичу.
После падения империи в 1823 году он вступил в ряды федералистов, за что был арестован и заключён в Акапулько, но президент Гуадалупе Виктория вновь назначил его руководить Внутренними провинциями.

## Президентство

### Первый срок

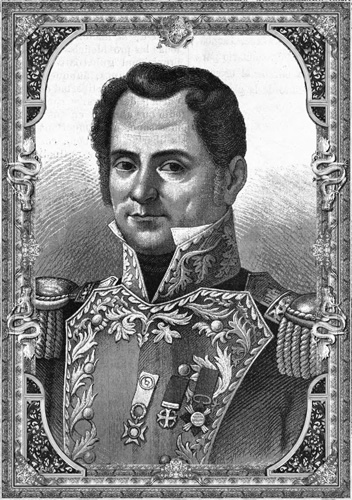
Анастасио Бустаманте

В декабре 1828 года, в соответствии с так называемым «планом Пероте», парламент назначил его вице-президентом республики во главе с президентом Висенте Герреро. Он получил эту должность 1 апреля 1829 года, но вскоре поссорился с Герреро. 4 декабря 1829 года, в соответствии с «планом Халлапа», он восстал против Герреро, выдворив его из столицы. 1 января 1830 года он занял пост временного президента. Конгресс объявил Герреро «неспособным к управлению».
Получив власть, Бустаманте учредил тайную полицию и принял меры, чтобы подавить свободу прессы. Он сослал некоторых из своих конкурентов и изгнал из страны американского дипломата Джоэля Пойнсета. Он принимал участие в похищении и убийстве своего предшественника, Герреро. Он также поддерживал развитие промышленности и деятельность духовенства.
Эти и другие меры стимулировали развитие оппозиции, особенно в штатах Халиско, Сакатекас и Техас. В 1832 году вспыхнуло восстание в Веракрусе. Повстанцы попросили Антонио Лопес де Санта-Анну принять командование. Когда их непосредственные требования были удовлетворены (отставка некоторых министров из правительства Бустаманте), они также требовали свержения президента. Они намеревались заменить его Мануэлем Гомесом Педрасой, чья победа на выборах 1828 года была аннулирована.
Бустаманте передал президентские полномочия Мельхиору Мускусу 14 августа 1832 года и покинул столицу для борьбы с повстанцами. Он разбил их 14 августа в Галлинеро, Долорес-Идальго, Гуанахуато, а затем вернулся для борьбы с Санта-Анной, который приближался к Пуэбле. После ещё двух боёв три кандидата, Бустаманте, Санта-Анна и Гомес Педраса, подписали соглашения в Завалете (21—23 декабря), по которым Гомес Педраса брал на себя президентство и обязывался провести новые выборы. Бустаманте должен был отправиться в изгнание, что он и сделал в 1833 году.

### Второй срок
Находясь в эмиграции во Франции, он осматривал военные и медицинские учреждения. Он вернулся в Мексику в декабре 1836 года по призыву президента Хосе Хусто Корро, чтобы сражаться с повстанцами в войне за независимость Техаса. Однако как только он вернулся в страну, парламент объявил его президентом (17 апреля 1837 года).
С исчерпанной казной и армией, истощённой после подавления ряда восстаний, Бустаманте был ограничен в своих возможностях военных реакций на кризисы. 21 марта 1838 года Франция предъявила Мексике ультиматум, потребовав уплаты долгов. 16 апреля началась блокада портов Мексиканского залива. Французы объявили войну 27 ноября 1838 года (известна в истории как Кондитерская война), подвергли бомбардировке Сан-Хуан-де-Улуа и заняли Веракрус (5 декабря).
Примерно в то же время гватемальский генерал Мигель Гутьеррес вторгся в штат Чьяпас. Бустаманте временно оставил президентский пост с 20 марта по 18 июля 1839 года для проведения кампании против мятежного генерала Хосе де Урреа в штате Тамаулипас. Санта-Анна и Николас Браво занимали пост президента в течение этого его отсутствия.

### Третий срок

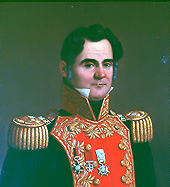
Анастасио Бустаманте

Анастасио Бустаманте вновь стал президентом 9 июля 1839 года, находясь в должности до 22 сентября 1841 года. В течение этого срока в Мексику прибыла первая испанская дипломатическая миссия во главе с Анхелем Кальдероном де ла Барка у Бельграно. Также была установлена граница между Юкатаном и Британским Гондурасом (ныне Белиз). Были подписаны договоры с Бельгией и Баварией, восстановлены отношения с США.
15 июля 1840 года генерал де Урреа бежал из тюрьмы и возглавил силы в вооружённом нападении на Бустаманте в президентском дворце. Бустаманте сопротивлялся, но на 16-й день он был вынужден бежать в сопровождении 28 драгун. Во время этих событий осадная артиллерия уничтожила юго-восточный угол дворца. Он, однако, не уступил президентский пост.
Примерно в это же время вспыхнуло восстание в Юкатане.
В августе 1841 года Санта-Анна и Паредес, военные командиры Веракруса и Халиско, подняли новое восстание против Бустаманте. Он передал бразды правления Франсиско Хавьеру Эчеверриа 2 сентября 1841 года. Правление Эчеверриа продолжалось до 10 октября, когда Санта-Анна вернулся назад в президенты.

## Поздние годы
Бустаманте снова отправился в изгнание в Европу, проводя время в Италии и Франции. Его адъютант Хосе Мария Кальдерон у Тапиа, а также его племянник Андрес Осекуэра, сопровождали Бустаманте в Европе. Он вернулся в Мексику в 1845 году, чтобы предложить свои услуги в связи с начинающимся кризисом в отношениях с Соединёнными Штатами Америки. В 1846 году он стал президентом парламента. В том же году он был назначен начальником экспедиционных войск, отправленных на защиту Калифорнии от Соединённых Штатов, но был не в состоянии достичь Калифорнии из-за отсутствия ресурсов. В 1848 году он подавил восстание в Гуанахуато и Агуаскальентесе.
Последние годы своей жизни он провёл в Сан-Мигель-де-Альенде, где умер в 1853 году в возрасте 72 лет. Его сердце было помещено в кафедральный собор в Мехико, в часовню Сан-Фелипе-де-Хесус, рядом с прахом императора Итурбиде.